# Лондекс, Жан Мари
Жан Мари Лонде́кс, в русских источниках иногда Лондейкс (фр. Jean-Marie Londeix; 20 сентября 1932, Arveyres — 2 марта 2025, Бордо) — французский саксофонист.
Учился в Парижской консерватории у Марселя Мюля, а также у Фернана Убраду и Норбера Дюфурка. Затем преподавал в Дижонской консерватории и консерватории Бордо. Основал несколько саксофонных ансамблей, в том числе Ансамбль саксофонов Бордо (12 исполнителей). Для Лондекса или для возглавляемых им ансамблей разными композиторами специально создано более 100 сочинений — в том числе Соната Эдисона Денисова (1970), произведения Кристиана Лоба и др. В 1970 и 1981 годах гастролировал в СССР.
Умер 3 марта 2025 года в возрасте 92 лет.